# Aizoon karooicum
Aizoon karooicum är en isörtsväxtart som beskrevs av Robert Harold Compton. Aizoon karooicum ingår i släktet Aizoon och familjen isörtsväxter. Inga underarter finns listade i Catalogue of Life.